# Museum Sejarah Jakarta

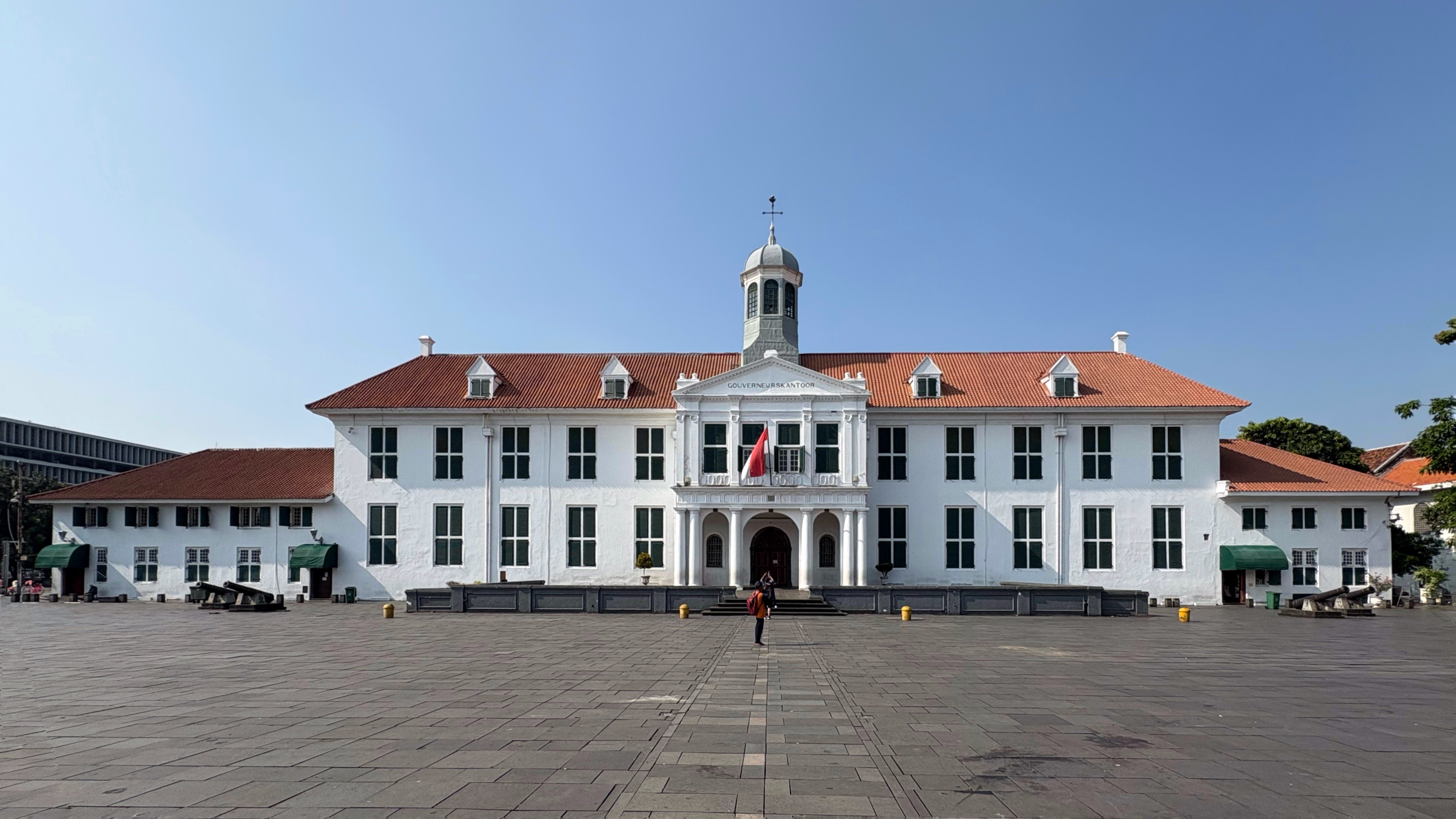
Das Gebäude von Museum Sejarah Jakarta

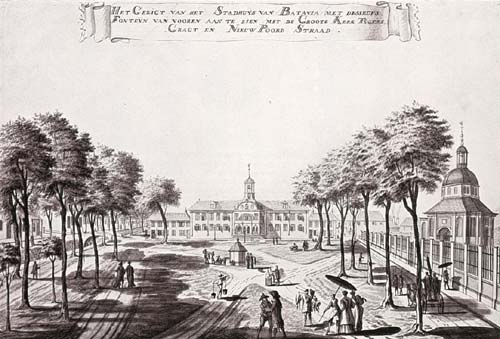
Gemälde des Stadthauses in Batavia, vom dänischen Maler Johannes Rach, spätes 18. Jahrhundert

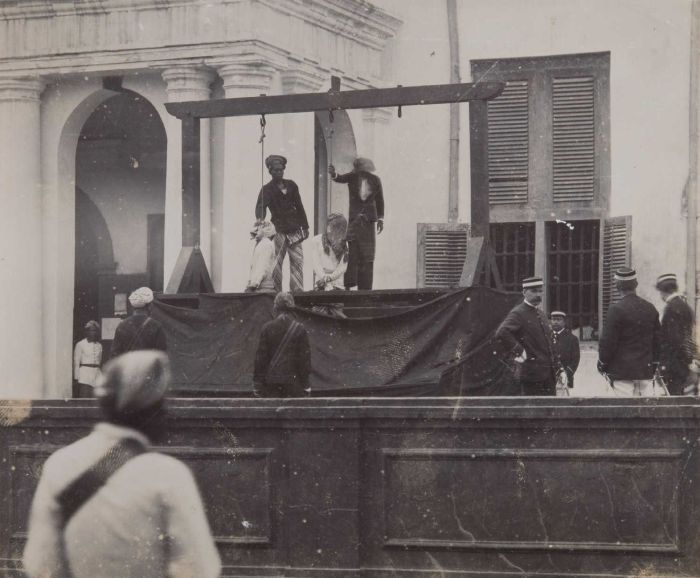
Exekutionen auf dem Stadhuisplein vor dem Stadthaus (ca. 1900)

Das Museum Sejarah Jakarta ist ein historisches Museum in Jakarta, Indonesien.
Das Museum widmet sich der Geschichte der Region Jakartas. Das Museum ist auch unter dem Namen Fatahillah Museum oder Batavia Museum bekannt. Es beherbergt eine Sammlung von Waffen, Möbeln, alten Landkarten und anderen Relikten der Kolonialzeit. Das Gebäude wurde 1710 als Stadthaus von Batavia errichtet und von Generalgouverneur Abraham van Riebeeck eingeweiht. Im Gebäude war der administrative Sitz der Niederländischen Ostindien-Kompanie und später der Sitz der Niederländischen Kolonialregierung. 1974 wurde das Historische Museum in diesem Gebäude eröffnet. Vor dem Museum befindet sich die Si Jagur, eine alte portugiesische Kanone, die als Fruchtbarkeitssymbol gilt.